# Valea Dacilor (Constanța)
Valea Dacilor (antiguamente Endecarachioi) es una localidad rumana del municipio de Medgidia, en el condado de Constanța.

## Toponimia
El antiguo nombre del lugar puede encontrarse escrito con grafías como Ende-Cara-Chioi y Endecarachioi. Pasó a llamarse Valea Dacilor.

## Historia
Hacia finales del siglo XIX, la localidad, que ya por entonces pertenecía al condado de Constanța, formaba parte de la antigua comuna de Biulbiul y tenía contabilizada una población, compuesta casi exclusivamente por tártaros y búlgaros, de 213 habitantes.
En la segunda mitad del siglo XX había pasado a formar parte del municipiu de Medgidia. En el censo de 2021 la localidad tenía una población de 1377 habitantes.